# Turcja
Turcja (tur. Türkiye), Republika Turcji (tur. Türkiye Cumhuriyeti) – państwo położone w Azji Zachodniej (głównie na półwyspie Azja Mniejsza), a częściowo również w Europie Południowo-Wschodniej, ze stolicą w Ankarze. Graniczy w Europie z Bułgarią i Grecją, natomiast w Azji z Syrią, Irakiem, Iranem, Azerbejdżanem, Armenią i Gruzją. Część europejska – wschodnia Tracja – stanowi 3% powierzchni i oddzielona jest od części azjatyckiej Morzem Marmara oraz cieśninami Bosfor i Dardanele. Turcję od północy otacza Morze Czarne, od zachodu Morze Egejskie i Morze Marmara, a od południa Morze Śródziemne (nazywane w języku tureckim Morzem Białym). Republika Turcji została proklamowana w 1923 roku, poprzedzającym ją państwem było Imperium Osmańskie.

## Geografia

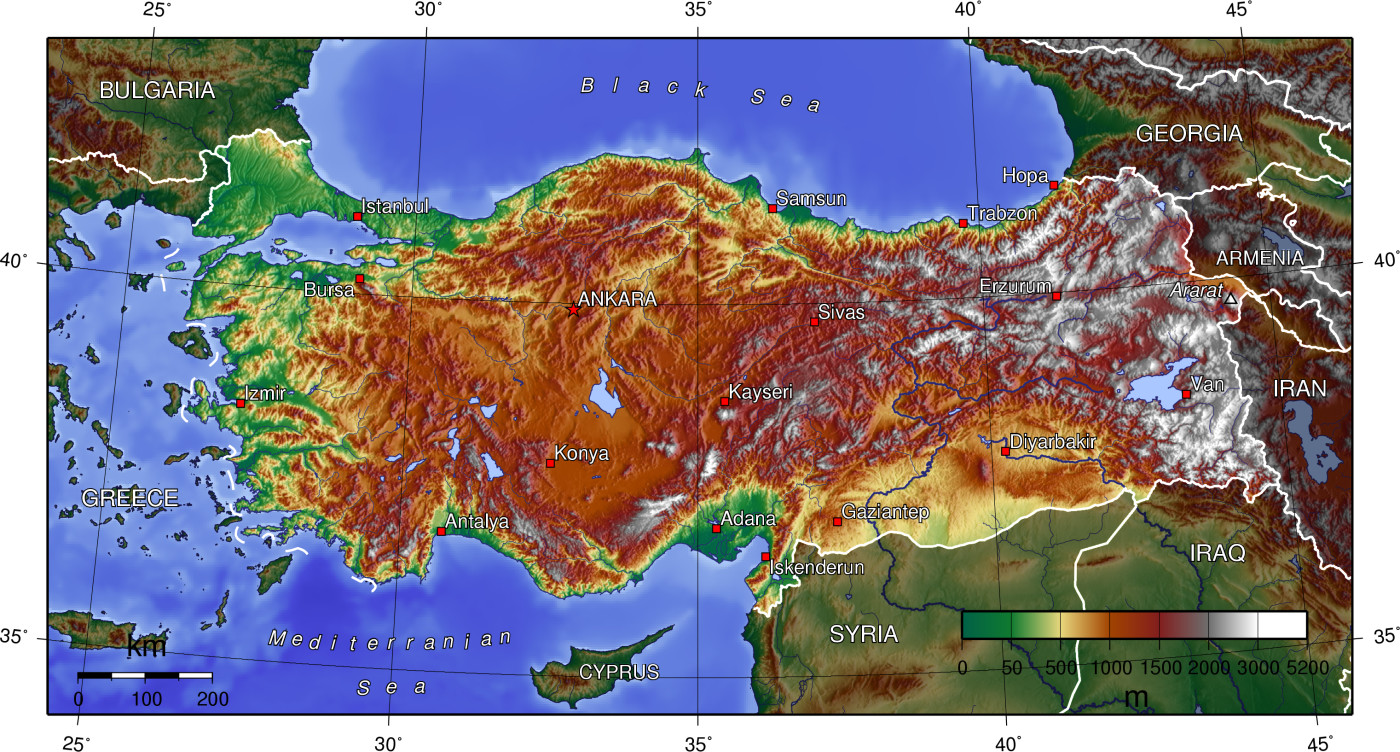
Mapa topograficzna Turcji

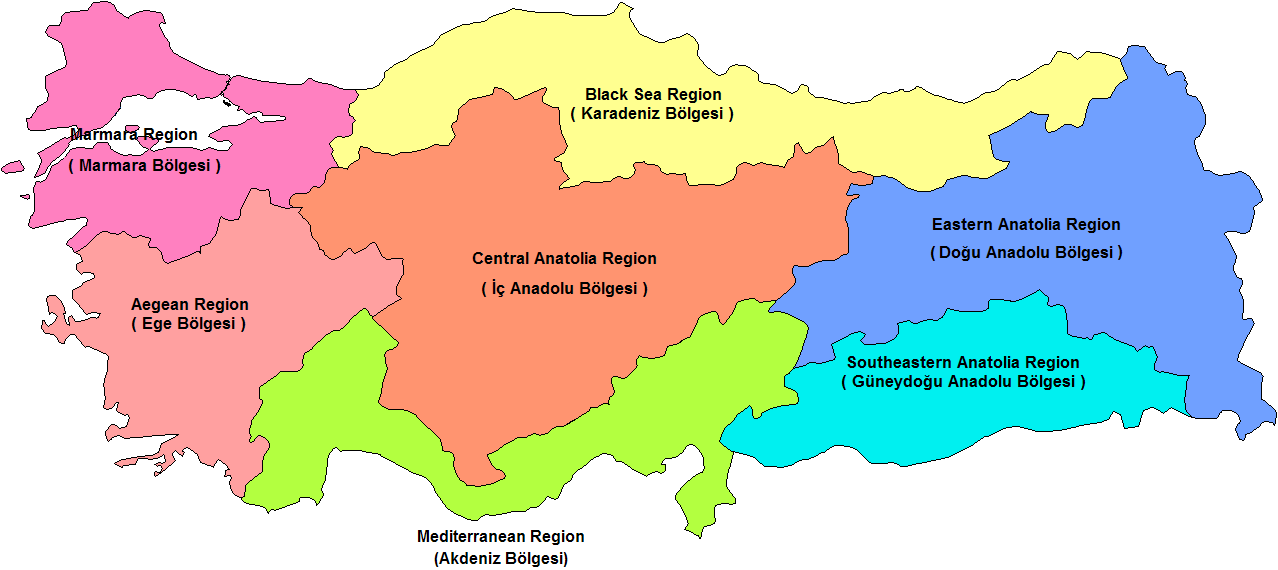
Regiony geograficzne Turcji

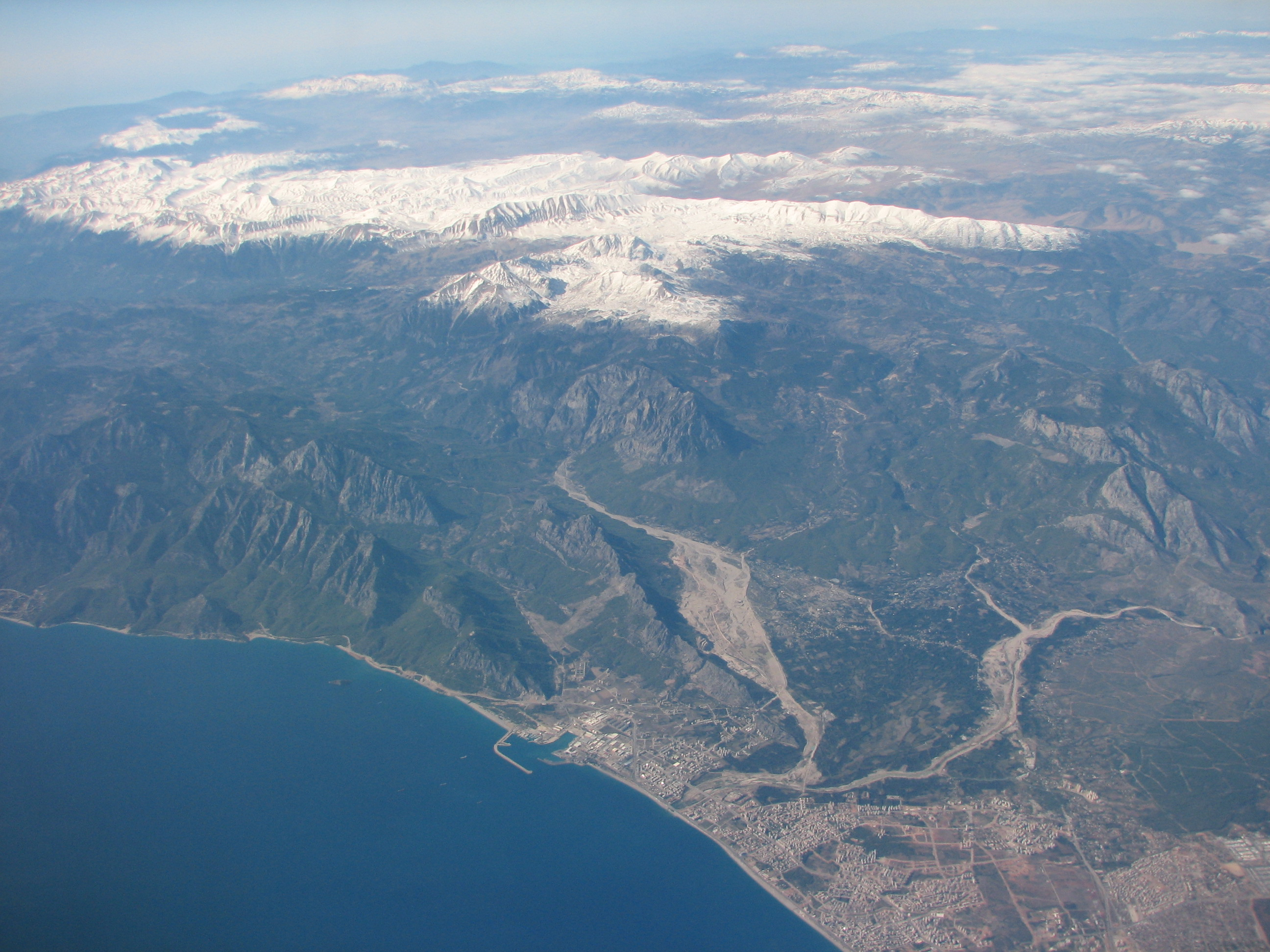
Tureckie wybrzeże od strony Morza Śródziemnego

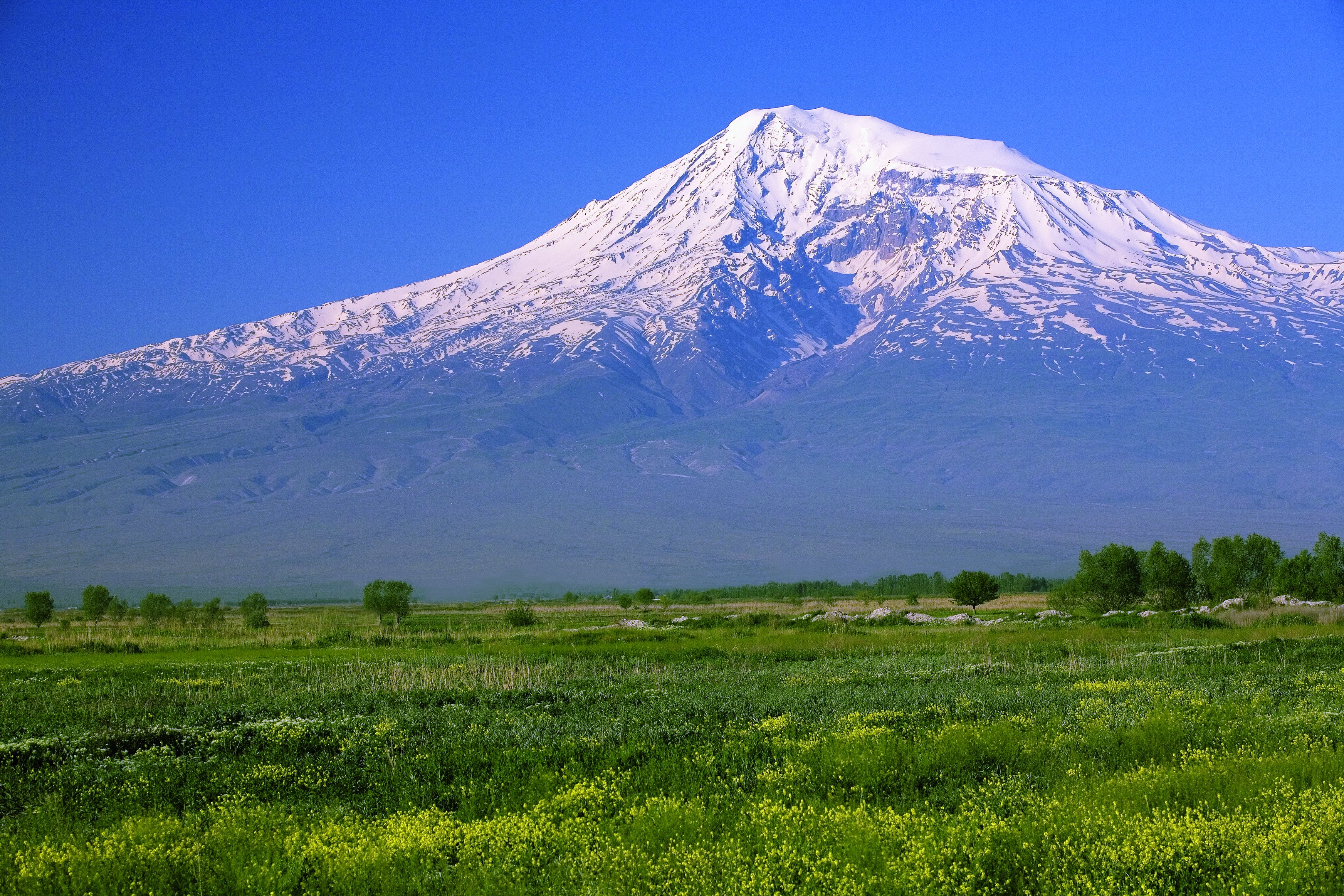
Wielki Ararat (Ağrı Dağı)

### Ukształtowanie poziome
Turcja leży na dwóch kontynentach: azjatyckim (w 97% powierzchni), w jego najdalej na zachód wysuniętej części, Azji Mniejszej (w regionie zwanym także niegdyś Anatolią) oraz europejskim (w 3% powierzchni), w regionie dawnej wschodniej Tracji na Półwyspie Bałkańskim. Rozciągłość południkowa wynosi ok. 500 km, natomiast równoleżnikowa ok. 1600 km. Kraj oblewa od północy Morze Czarne, od zachodu Morze Marmara i Morze Egejskie, a od południa Morze Śródziemne. Przylądek Baba, najdalej wysunięty na zachód punkt Azji Mniejszej, jest jednocześnie najdalej wysuniętym na zachód punktem całej Azji. Do Turcji należą również wyspy na Morzu Egejskim (m.in. Imroz i Bozca) oraz na Morzu Marmara (m.in. Marmara i Wyspy Książęce).

### Ukształtowanie pionowe
Turcja pod względem ukształtowania powierzchni jest państwem wyżynno-górzystym. Obszar, na którym położona jest Turcja, cechuje się aktywnością sejsmiczną, co często powoduje tragiczne w skutkach trzęsienia ziemi. Niziny występują dość rzadko, głównie przy ujściach rzek oraz w europejskiej części kraju (Nizina Tracka) oraz na wybrzeżu śródziemnomorskim (największa na terenie Turcji Nizina Adana). Azja Mniejsza to region przeważnie wyżynny, z największą w Turcji Wyżyną Anatolijską (średnia wysokość 900–1500 m n.p.m., maksymalna 3916 m n.p.m. – Erciyes Dağı). Na wschód od niej rozciąga się Wyżyna Armeńska z najwyższym szczytem kraju Araratem (5165 m n.p.m.). Przy granicy z Syrią leży część wyżyny Al-Dżazira. Dwie pierwsze wyżyny otaczają od północy i południa równoleżnikowe młode łańcuchy górskie wypiętrzone w orogenezie alpejskiej: od północy, ciągnące się na długości 1000 km wzdłuż Morza Czarnego Góry Pontyjskie (najwyższy szczyt: Kaçkar Dağı, 3937 m n.p.m.), od południa natomiast, częściowo leżące również nad wybrzeżem Morza Śródziemnego góry Taurus (najwyższy szczyt: Kaldi Dag, 3756 m n.p.m.). W Taurusie Zachodnim licznie występują zjawiska krasowe. Na granicy z Irakiem ciągnie się pasmo Gór Kurdystańskich. W Turcji nie ma obszarów depresyjnych, najniższym punktem jest poziom morza (0 m n.p.m.)..
Turcja podzielona jest na 7 regionów geograficznych, zróżnicowanych pod względem ukształtowania terenu i klimatu:
- region Morza Czarnego
- region morza Marmara
- region Morza Egejskiego
- region Morza Śródziemnego
- region środkowej Anatolii
- region wschodniej Anatolii
- region południowo-wschodniej Anatolii

### Granice
Turcja graniczy z 8 państwami. Długość granic lądowych wynosi 2627 km, linia brzegowa ponad 7200 km. Całkowita długość granic wynosi 9827 km, z czego na poszczególne państwa przypada:
- Armenia – 268 km
- Azerbejdżan (Nachiczewan) – 17 km
- Bułgaria – 240 km
- Gruzja – 252 km
- Grecja – 206 km
- Iran – 499 km
- Irak – 331 km
- Syria – 822 km

### Miasta w Turcji
Największe miasta w Turcji według liczby mieszkańców (stan na 31.12.2019):
| Lp. | Miasto             | Prowincja  | Liczba ludności |
| --- | ------------------ | ---------- | --------------- |
| 1.  | Stambuł (İstanbul) | Stambuł    | 15 519 267      |
| 2.  | Ankara             | Ankara     | 5 639 076       |
| 3.  | Izmir              | Izmir      | 4 367 251       |
| 4.  | Bursa              | Bursa      | 3 056 120       |
| 5.  | Antalya            | Antalya    | 2 511 700       |
| 6.  | Adana              | Adana      | 2 237 940       |
| 7.  | Konya              | Konya      | 2 232 374       |
| 8.  | Gaziantep          | Gaziantep  | 2 069 364       |
| 9.  | Mersin             | Mersin     | 1 840 425       |
| 10. | Diyarbakır         | Diyarbakır | 1 756 353       |

## Ustrój polityczny
Ustrój polityczny Turcji opiera się na Konstytucji Republiki Turcji z 1982, która głosi, że państwo tureckie jest niepodzielną, laicką, demokratyczną oraz socjalną republiką. Obecna ustawa zasadnicza, narzucona przez wojsko zaraz po zamachu wojskowym w 1980 roku, zapewnia armii rolę strażnika świeckiej, republikańskiej Turcji i przyznaje jej prawo do bezpośredniej interwencji w przypadku zagrożenia status quo. Kobiety w Turcji otrzymały czynne i bierne prawa wyborcze 5 grudnia 1934 roku. W roku 1935 kobiety stanowiły 4,6% posłów w parlamencie. Obecnie ustrój państwa jest w trakcie zmiany z systemu parlamentarnego na prezydencki. Poprawki nad konstytucją zostały przyjęte w kwietniu 2017 po referendum w Turcji w 2017 roku.

### Naczelne organy państwa
Głową państwa jest prezydent wybierany przez obywateli na 5-letnią kadencję. W referendum 21 października 2007 r. Turcy opowiedzieli się za bezpośrednimi wyborami prezydenta i skróceniem jego kadencji do 5 lat, zmiany poparło ponad 70% głosujących, i weszły one w życie w 2014 r. Kolejne referendum, wprowadzające zmiany w konstytucji odnośnie m.in. do sił zbrojnych i systemu sądownictwa, odbyło się 12 września 2010, w 30. rocznicę wojskowego zamachu stanu. Także tym razem głosujący zdecydowali o przyjęciu rządowych propozycji (57,8% głosów na tak).
Władzę ustawodawczą wykonuje jednoizbowy parlament – Wielkie Zgromadzenie Narodowe z 600 posłami. Członkowie parlamentu wyłaniani są w głosowaniu powszechnym przeprowadzanym co pięć lat.
Najwyższym organem sądowniczym jest Sąd Konstytucyjny złożony z 17 sędziów.
16 kwietnia 2017 z inicjatywy prezydenta Recepa Tayyipa Erdoğana odbyło się referendum w sprawie zmiany ustroju państwa z parlamentarnego na prezydencki.

### Samorząd terytorialny
W Turcji istnieją struktury samorządu terytorialnego, którego organy pochodzą z powszechnych wyborów. W marcu 2019 odbyły się wybory do samorządu terytorialnego. Centralna Komisja Wyborcza unieważniła wówczas wyniki głosowania na burmistrza Stambułu (zwycięzcą był Ekrem İmamoğlu, przeciwnik rządzącej partii Recepa Tayyipa Erdoğana). Ponowne głosowanie zostało wyznaczone na 23 czerwca 2019.

### Podział administracyjny
Turcja jest podzielona na 81 prowincji (tur. vilayet;il; l. mn. iller). Każda prowincja dzieli się na podprowincje (tur. ilçe; l. mn. ilçeler). Prowincje mają zazwyczaj nazwę miasta, które jest jego stolicą, wyjątek stanowią: Hatay (stolica Antiochia), Kocaeli (stolica Izmit) i Sakarya (stolica Adapazarı).

### Paszporty
Paszporty w Turcji występują w różnych kolorach, które symbolizują różne rodzaje dokumentów:
- Paszport turecki dla obywateli dorosłych: najczęściej występujący paszport, ma kolor bordowy lub bordowo-czerwony.
- Paszporty dla dzieci: często mają kolor niebieski lub zielony, co odróżnia je od paszportów dorosłych.
- Paszporty dyplomatyczne: mają kolor niebieski i są wydawane dla przedstawicieli dyplomatycznych i urzędników rządowych.
- Paszporty służbowe: mają kolor zielony.

Kolory te pomagają w szybkim rozpoznawaniu rodzaju paszportu i określaniu jego przeznaczenia, co jest istotne w celu zapewnienia odpowiednich przywilejów i uprawnień podczas podróży oraz w innych sytuacjach życiowych.
Obywatele tureccy mają zapewniony bezwizowy wjazd do 70 krajów świata.

## Historia

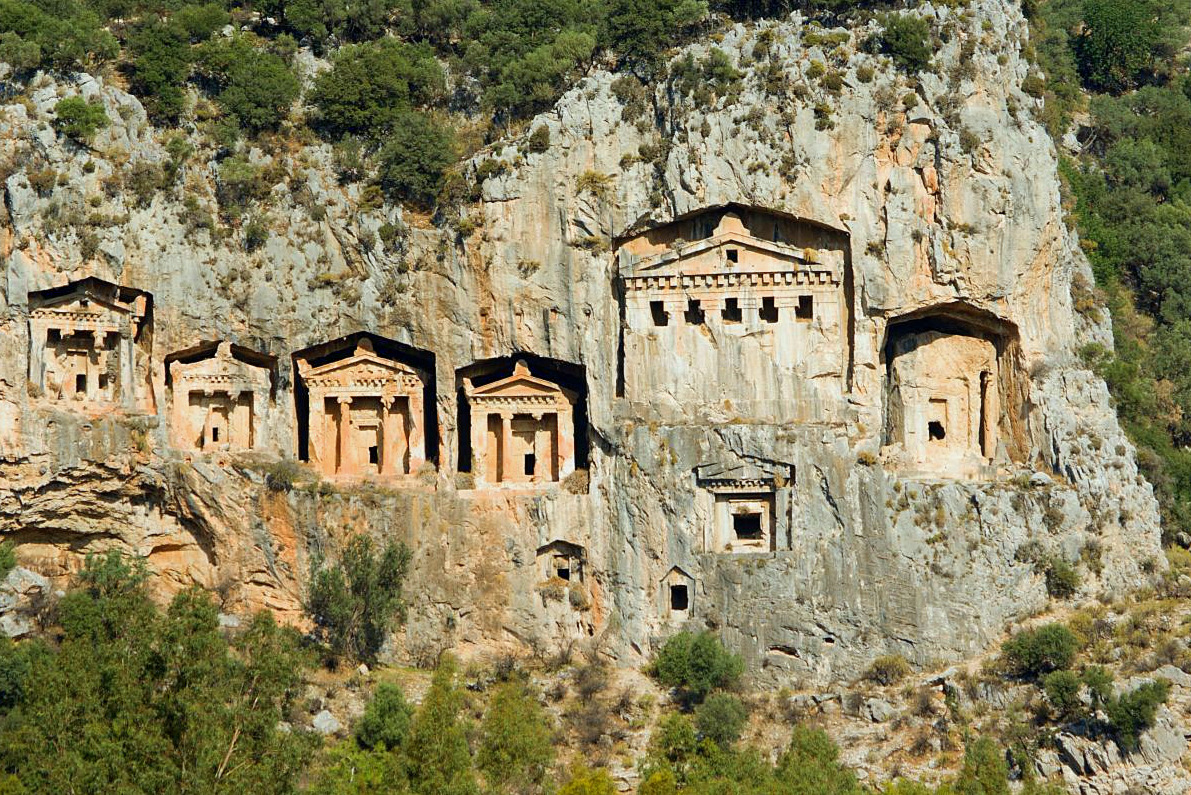
Dalyan, widok starożytnych grobowców

Republika Turcji powstała po I wojnie światowej na gruzach Imperium Osmańskiego. Od XVIII wieku Imperium ulegało coraz większemu osłabieniu, a od roku 1821 niemożność pokonania greckiego powstania wyznaczyła początek nieodwracalnego rozkładu terytorialnego głównego trzonu imperium.

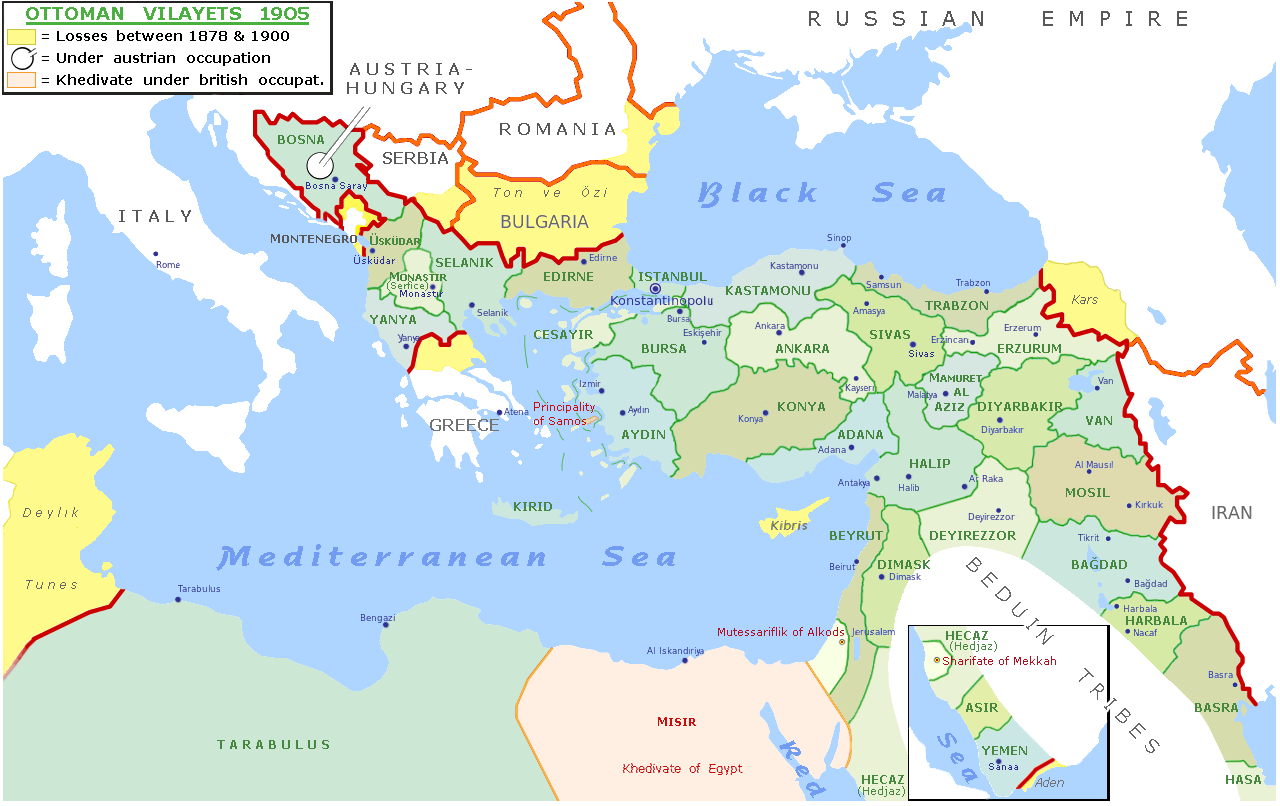
Imperium Osmańskie w 1905

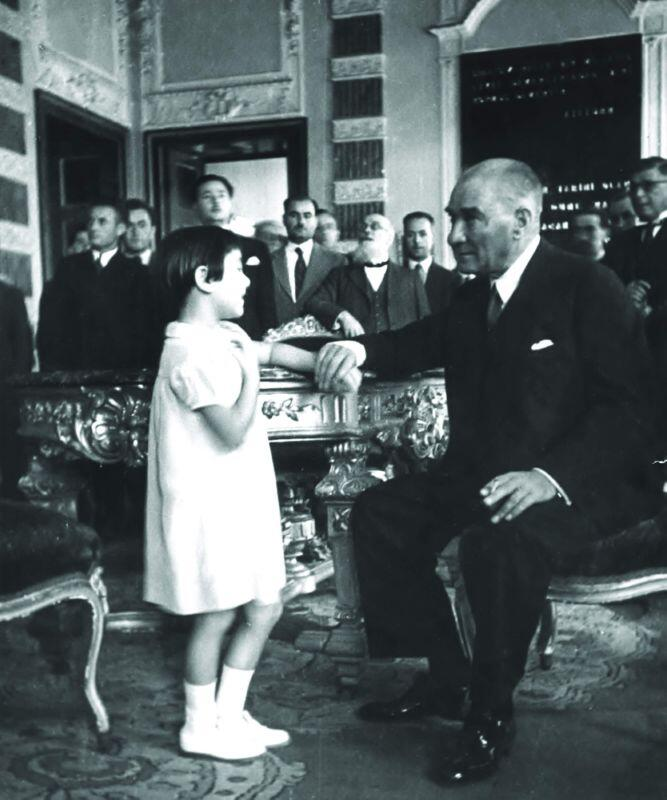
Założyciel Republiki Turcji Mustafa Kemal Atatürk razem z córką

W 1908 wybuchła rewolucja młodoturecka, której celem była modernizacja przeżartego korupcją i zacofanego państwa, jednak nie zahamowała ona tych procesów, które ostatecznie doprowadziły do częściowego rozbioru dokonanego po I wojnie światowej. Wiosną 1915 roku Turcy wraz z plemionami kurdyjskimi na terenie Armenii Zachodniej dokonali rzezi Ormian, Asyryjczyków i Greków pontyjskich, które w wielu krajach uznano za zbrodnię ludobójstwa. Między rokiem 1919 a 1922 toczyła się wojna grecko-turecka. 10 sierpnia 1920 w Sèvres pod Paryżem Turcja podpisała traktat pokojowy z państwami Ententy, na mocy którego Grecji m.in. przyznano większość terenów europejskich Turcji, zachodnie wybrzeże Półwyspu Anatolijskiego ze Smyrną. Armenii przyznano Kars, większą część Pontu z okręgiem Trapezunt (dzisiejszy Trabzon) i górę Ararat wraz z jeziorem Wan. Kemal Atatürk, przywódca ruchu narodowego (młodoturków), dążący do przywrócenia Turcji choć części terytoriów zabranych jej po I wojnie światowej, nie chciał pogodzić się z tym faktem i na podstawie Sojuszu o Wzajemnej Przyjaźni i Współpracy z RFSRR jesienią 1920 Turcja i Rosja Sowiecka dokonały agresji przeciwko Armenii. W 1923 miała miejsce wymiana ludności między Grecją i Turcją, w ramach której, kierując się kryteriami wyznaniowymi, a nie językowymi, przesiedlono do Turcji ok. 420 tys. osób wyznania muzułmańskiego, a do Grecji trochę mniej niż 1,5 mln osób wyznania prawosławnego, uwzględniając przy tym liczbę wcześniejszych wychodźców z okresu wojny. Turcy imigrowali głównie z rejonów wybrzeża Morza Egejskiego, wybrzeża Morza Czarnego oraz Kapadocji. W myśl umowy, liczne mniejszości tureckie pozostały na terenach greckiej i bułgarskiej Tracji Zachodniej.
24 lipca 1923 traktat w Lozannie zrewidował postanowienia terytorialne traktatu z Sèvres i zminimalizował ograniczenia suwerenności Turcji do kwestii demilitaryzacji i swobodnego przepływu cieśnin Bosfor i Dardanele, oraz demilitaryzacji pogranicza turecko-greckiego i turecko-bułgarskiego w Tracji. Traktat ten ustalił do dziś istniejące granice Turcji.
Już wcześniej 1 listopada 1922 zniesiono sułtanat, a sułtan Mehmed VI opuścił kraj. 29 października 1923 roku proklamowano Republikę Turcji. 3 marca 1924 zniesiono kalifat. Pierwszym prezydentem został Mustafa Kemal, nazwany później Atatürkiem. Za jego sprawą przeprowadzano liczne reformy mające na celu europeizację Turcji: zmiana prawa cywilnego, handlowego i karnego, wprowadzenie alfabetu łacińskiego zamiast arabskiego, wprowadzenie kalendarza gregoriańskiego, wprowadzenie nazwisk. W 1934 r. przyznano kobietom bierne i czynne prawo wyborcze, rok później kobiety stanowiły 4,6% parlamentarzystów.
W okresie międzywojennym Turcja dążyła do rewizji niektórych niekorzystnych następstw traktatów kończących I wojnę światową. Na mocy traktatu z Lozanny Turcja odzyskała kontrolę nad terenami wschodniej Anatolii i Tracji oraz doszło do rewizji granicy z Armenią w zamian za zrzeczenie się roszczeń do terenów arabskich. W 1932 roku miało miejsce przyjęcie Turcji do Ligi Narodów, a na mocy konwencji z Montreux uzyskano zniesienie demobilizacji cieśnin czarnomorskich.

Podczas ostatnich lat pokoju oraz w czasie II wojny światowej Turcja pomimo zachęt włączenia się do działań zbrojnych wysuwanych przez obie strony konfliktu pozostawała neutralna. Turcję łączył jednak z Francją i Wielką Brytanią traktat antywłoski. Jednocześnie od połowy lat 1930. państwo wydawało znaczny procent dochodów na zbrojenia, w szczególności rozwój floty i lotnictwa. Jednym z ważniejszych powodów nieprzystępowania do wojny były niekorzystne doświadczenia konsekwencji I wojny światowej, a w szczególności obawa przed Związkiem Radzieckim. Turcja przystąpiła do obozu aliantów i wypowiedziała wojnę Rzeszy Niemieckiej dopiero w 1945 roku.

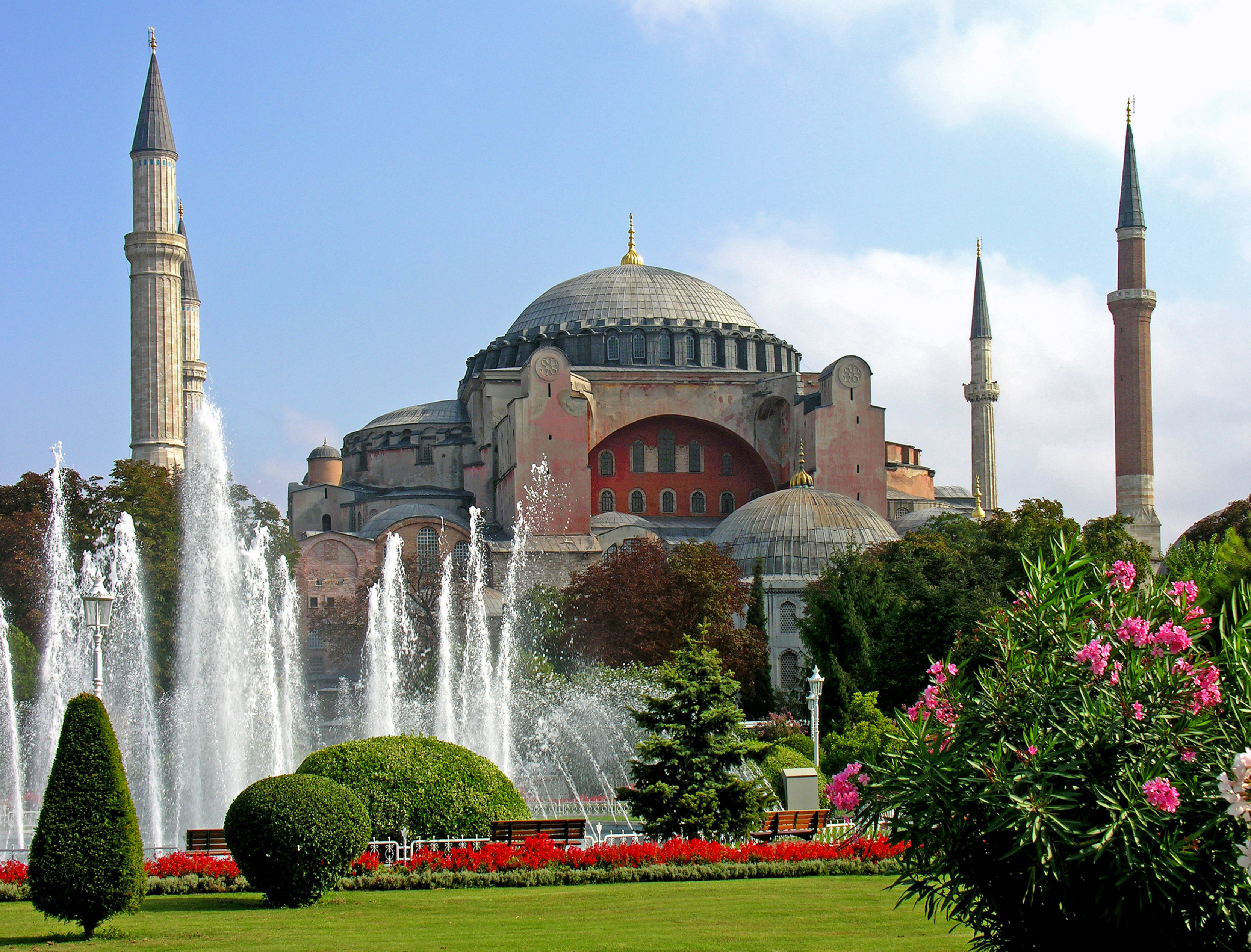
Hagia Sophia, najważniejszy zabytek Stambułu

Od 1952 roku Turcja jest członkiem NATO. Od 1974 okupuje część Cypru. O laickość państwa od samego jego początku dba armia. Dlatego też w Turcji dochodziło często do zamachów stanu (w 1960, 1971, 1980 i 1997 roku). Ten czwarty miał zresztą wyjątkowo łagodny przebieg i ograniczył się do zasugerowania partiom rządzącym oddania władzy. W 1984 roku rozpoczęła się zbrojna rebelia kurdyjska na czele z Partią Pracujących Kurdystanu. Ostatnia interwencja generalicji w sprawy polityki miała miejsce w pierwszej połowie 2007 roku, kiedy to wybuchł kryzys polityczny związany z niemożnością wyboru prezydenta przez Zgromadzenie Narodowe. W 2004 roku Unia Europejska zezwoliła Turcji na rozpoczęcie negocjacji w sprawie przystąpienia do UE; negocjacje rozpoczęto 3 października 2005 roku. Proces ten napotyka jednak szereg poważnych barier. Problemami są duża liczba mieszkańców Republiki Turcji oraz napięte stosunki dyplomatyczne między Turcją a Cyprem i (w mniejszym stopniu) Grecją.
15 lipca 2016 doszło w Turcji do próby zamachu stanu.

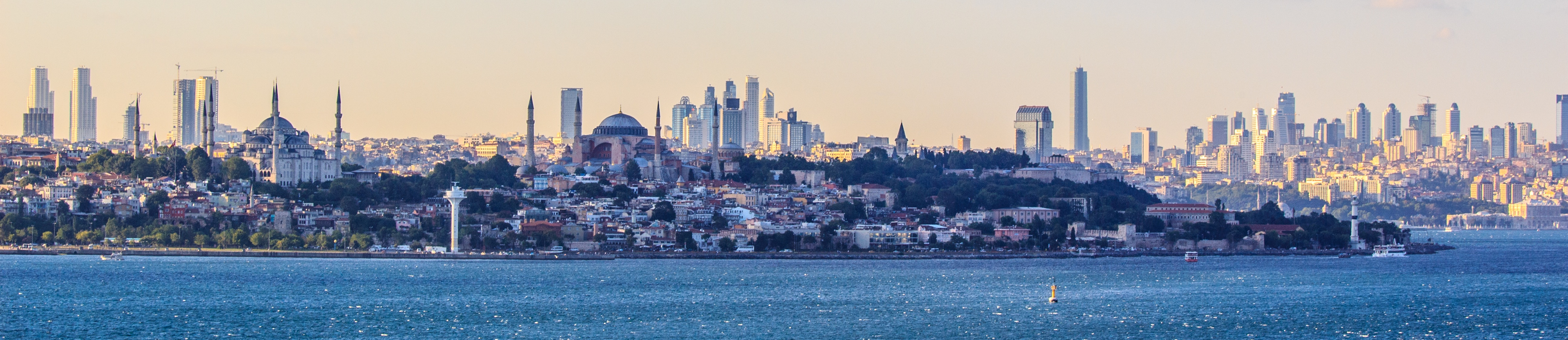
Panorama Stambułu

## Gospodarka

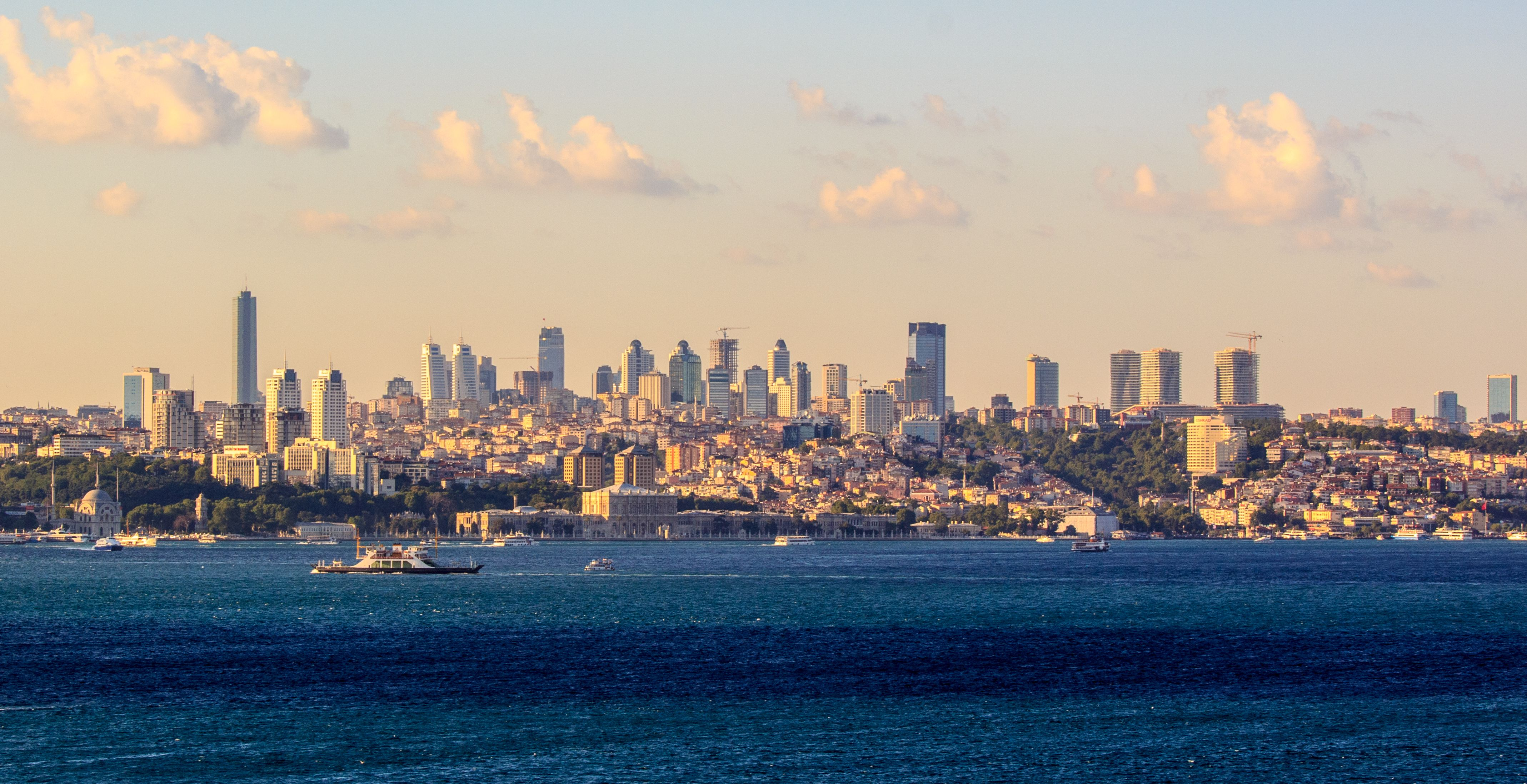
Stambuł, największe i najludniejsze miasto Turcji – jej centrum kulturalne, handlowe oraz finansowe

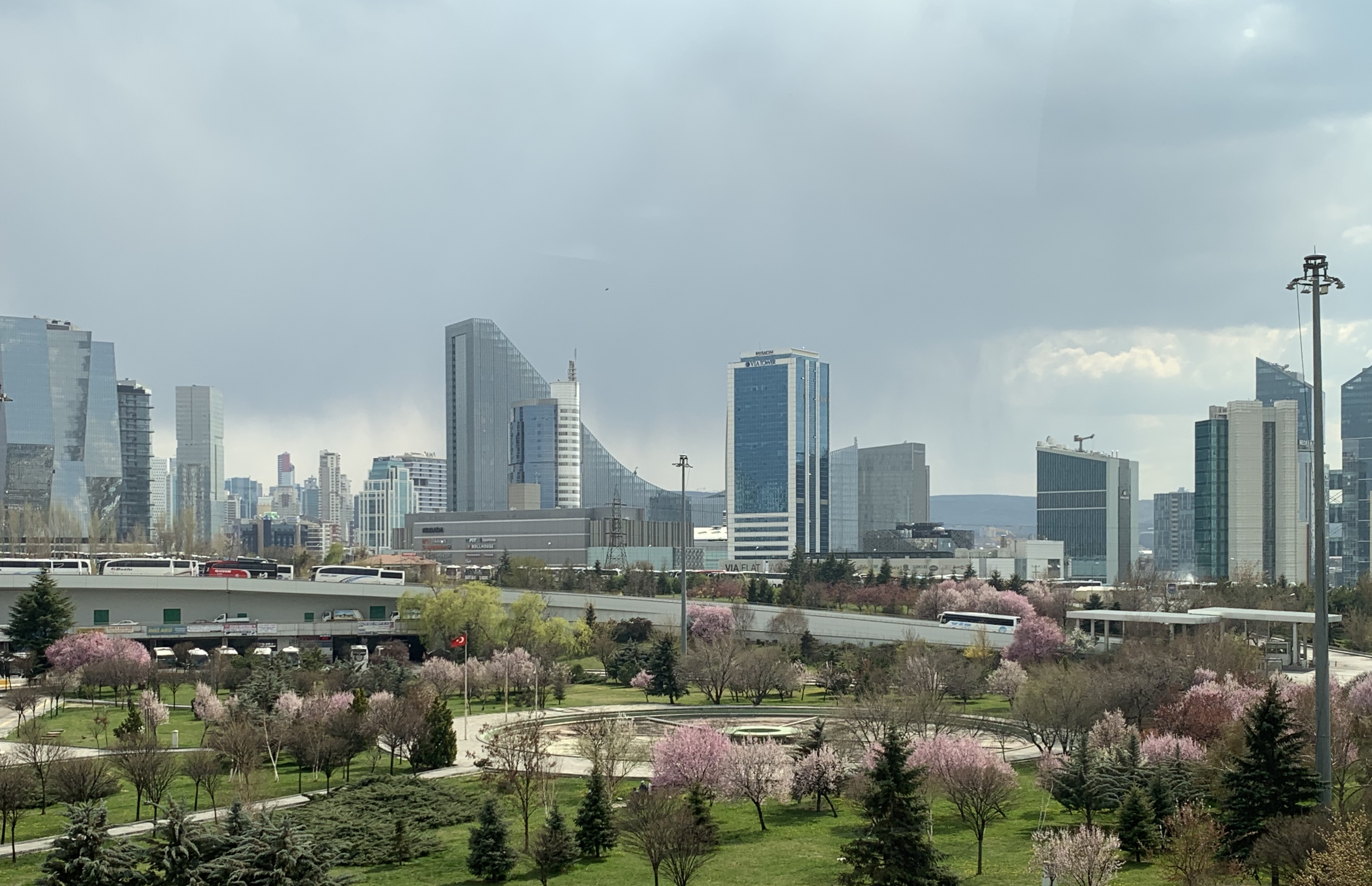
Ankara, stolica Turcji

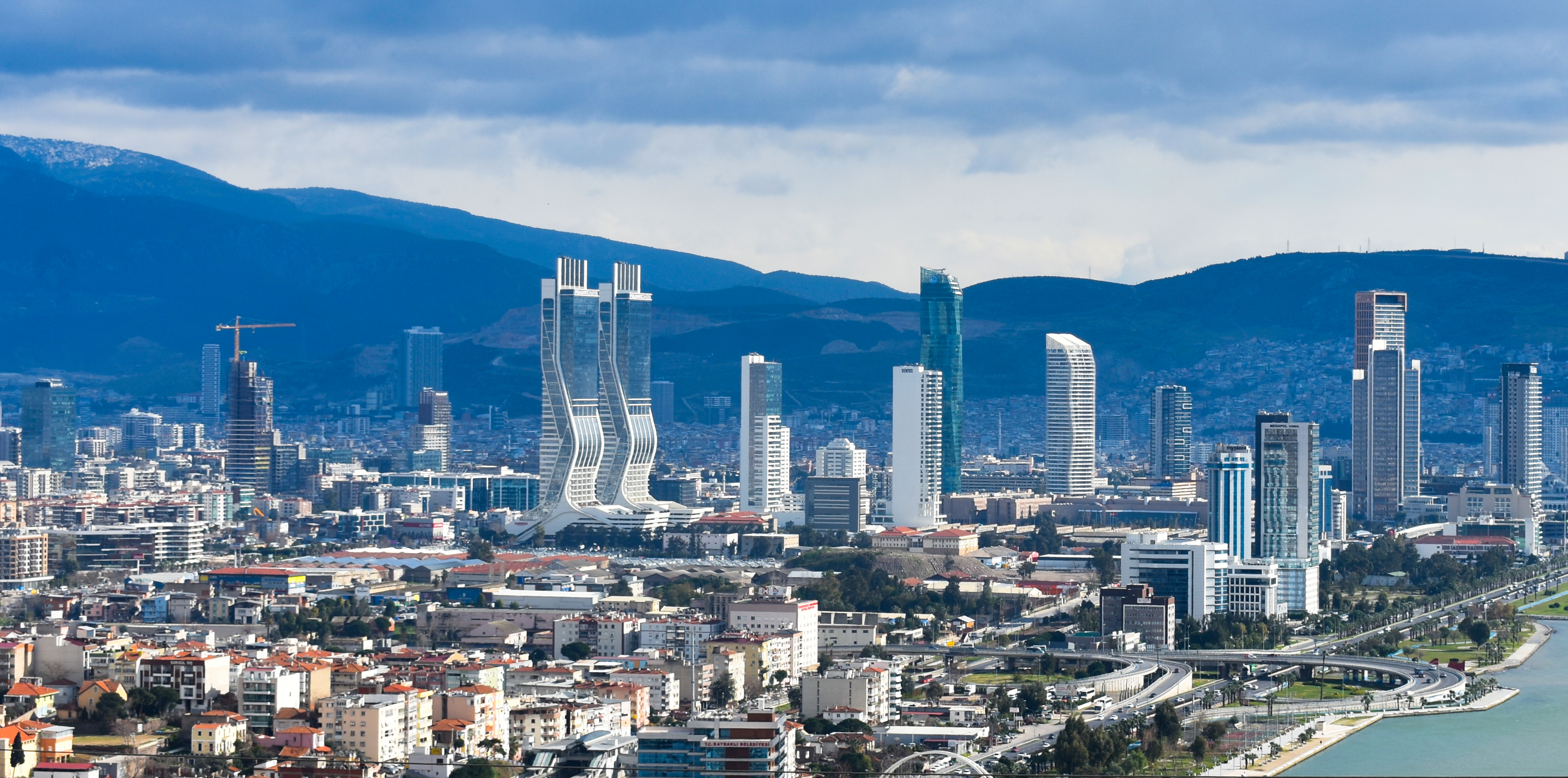
Izmir, trzecie miasto pod względem wielkości w Turcji

Turcja jest jedną z dwudziestu największych gospodarek świata, na co wpływ ma głównie wielkość tego kraju. PKB na głowę mieszkańca wynosi około 16 tys. dolarów. Od czasów przejęcia rządów przez Partię Sprawiedliwości i Rozwoju i poradzenia sobie z kryzysem finansowym z roku 2001 Turcja znajduje się w fazie wyjątkowo dynamicznego wzrostu gospodarczego.

### Rolnictwo
Turcja jest jednym z 6 całkowicie samowystarczalnych pod względem żywnościowym krajów świata. Rolnictwo wytwarza ok. 10% produktu krajowego brutto Turcji. Zatrudnienie w tym sektorze znajduje około 1/3 siły roboczej. W Turcji istnieje ponad 5 milionów gospodarstw rolnych. Jedynie 6% z nich ma powierzchnię większą od 20 ha. Turcja jest jednym z pięciu największych producentów: bawełny, soczewicy, cebuli, buraków cukrowych, tytoniu, pomidorów, arbuzów, jabłek, winogron, orzeszków pistacjowych, orzechów włoskich, oliwek oraz owczego mleka. Jest zarazem największym na świecie wytwórcą orzechów laskowych, moreli i fig. Obecnie sektor rolniczy wspierany jest przez rząd przy pomocy takich samych instrumentów, jakimi posługuje się Unia Europejska. Skala wsparcia jest również porównywalna.

### Przemysł
Turcja posiada znaczne zasoby surowców mineralnych, zwłaszcza rud metali. Wydobycie rud żelaza (Divriği we wschodniej Anatolii), chromu (Seydişehir na południu kraju – Turcja należy do głównych światowych producentów chromu), boksytów, rud miedzi (Murgul), cynku i ołowiu. Z surowców energetycznych eksploatuje się węgiel brunatny (zachodnia Anatolia), węgiel kamienny (zagłębie Ereğli-Zonguldak) i ropę naftową w pobliżu granicy z Syrią (główny ośrodek Batman). Z surowców chemicznych wydobywa się: fosforyty, sól kamienną i siarkę. 39% energii elektrycznej dostarczają elektrownie wodne (największe Keban i Atatürk – zbudowane w 1992 na Eufracie), 61% węglowe i naftowe. Produkcja energii elektrycznej na 1 mieszkańca – 1296 kWh (2000). Do najstarszych i najlepiej rozwiniętych gałęzi przemysłu przetwórczego należą: przemysł spożywczy (cukrowniczy, mleczarski, tytoniowy) oraz włókienniczy i odzieżowy, wykorzystujące surowce krajowe. Od lat 60. rozwój hutnictwa żelaza (głównie ośrodki: Karabük, Ereğli), miedzi (Ergani, Stambuł) oraz aluminium, przemysłu maszynowego i zbrojeniowego, środków transportu (montownie samochodów, ciągników, budowa statków), sprzętu gospodarstwa domowego, chemicznych (m.in. produkcja nawozów sztucznych), cementowego i rafineryjnego (w portach dowozowych ropy naftowej: İzmit oraz w Batman). Powszechnie rozwinięte rzemiosło: dywany, biżuteria, wyroby metalowe, ceramika, wyroby skórzane. Największa koncentracja zakładów przemysłowych w regionie północno-zachodnim: Stambuł – Ereğli – Izmir, ponadto w rejonie Ankary i w południowo-wschodniej części kraju: Adana – Gaziantep–Antakya.

### Turystyka

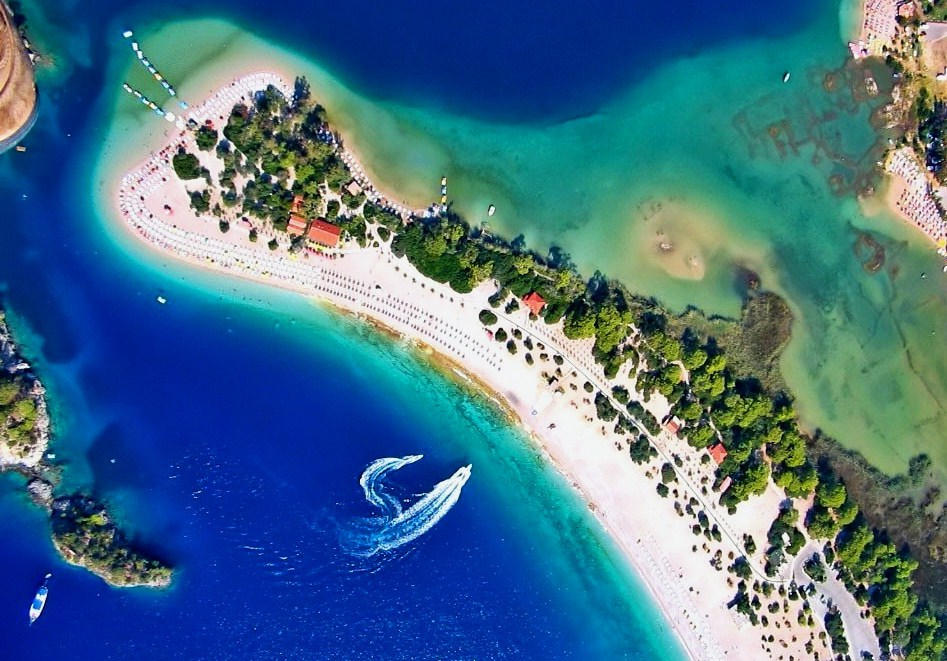
Plaża Ölüdeniz

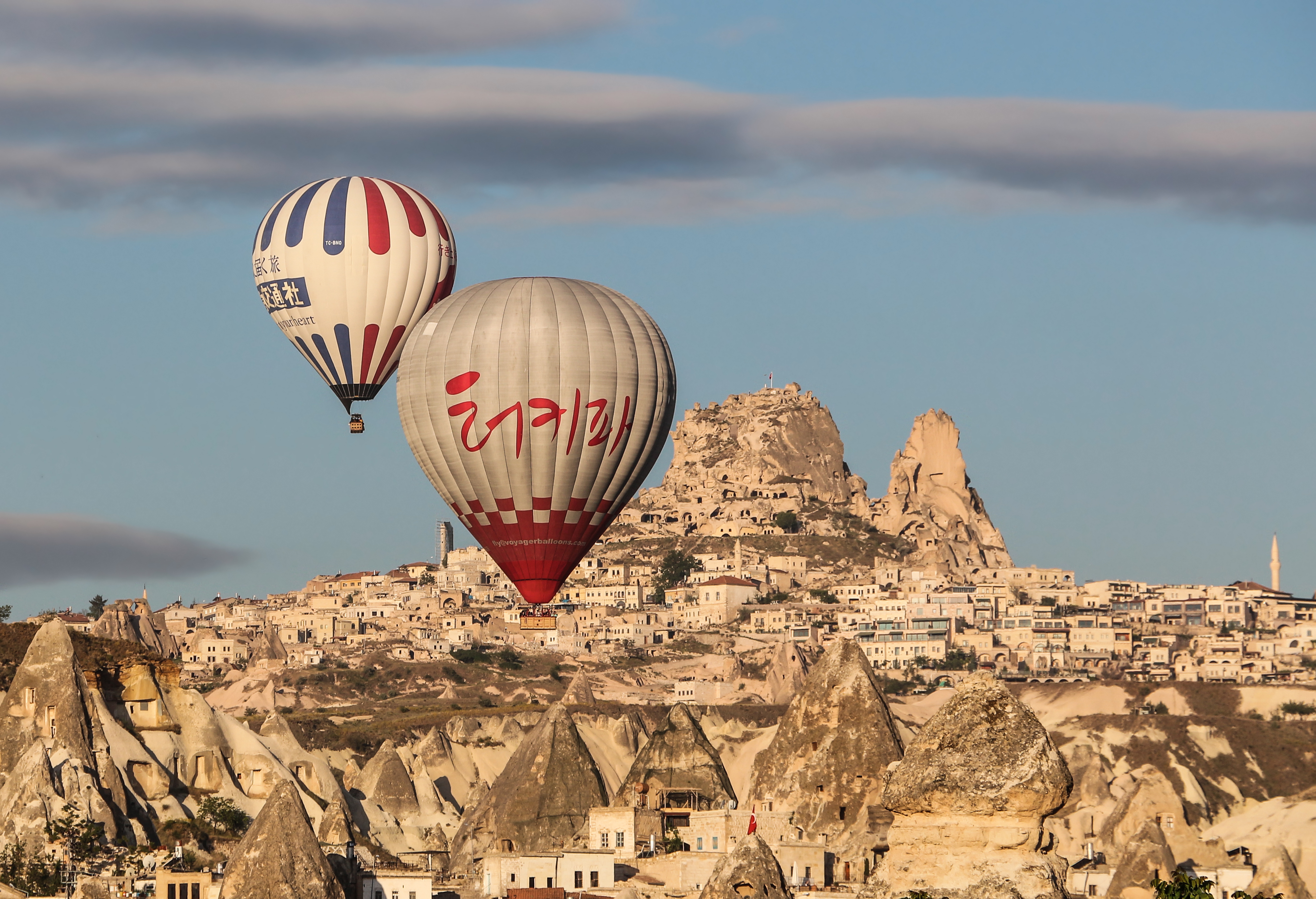
Uçhisar Kapadocja

Jedną z najszybciej rozwijających się gałęzi gospodarki Turcji jest turystyka. W 2015 roku Turcja była szóstym państwem na świecie pod względem liczby przyjazdów; kraj ten odwiedziło 39,478 mln turystów (0,8% mniej niż w roku poprzednim), generując dla niego przychody na poziomie ponad 26,616 mld dolarów.
Najwięcej turystów przyjeżdża z Niemiec, Rosji, Holandii, Francji, Belgii, Wielkiej Brytanii i Polski. Główne ośrodki turystyczne to: kurorty nad wybrzeżem Morza Egejskiego (Bodrum, Fethiye, Kuşadası) i Morza Śródziemnego (Antalya, Alanya, Side), a także Stambuł i Kapadocja oraz zabytki kultury antycznej: Troja, Milet, Efez, Hierapolis, Pergamon, Izmir, Aspendos i inne. Coraz popularniejsze stają się również kurorty górskie.

### Transport

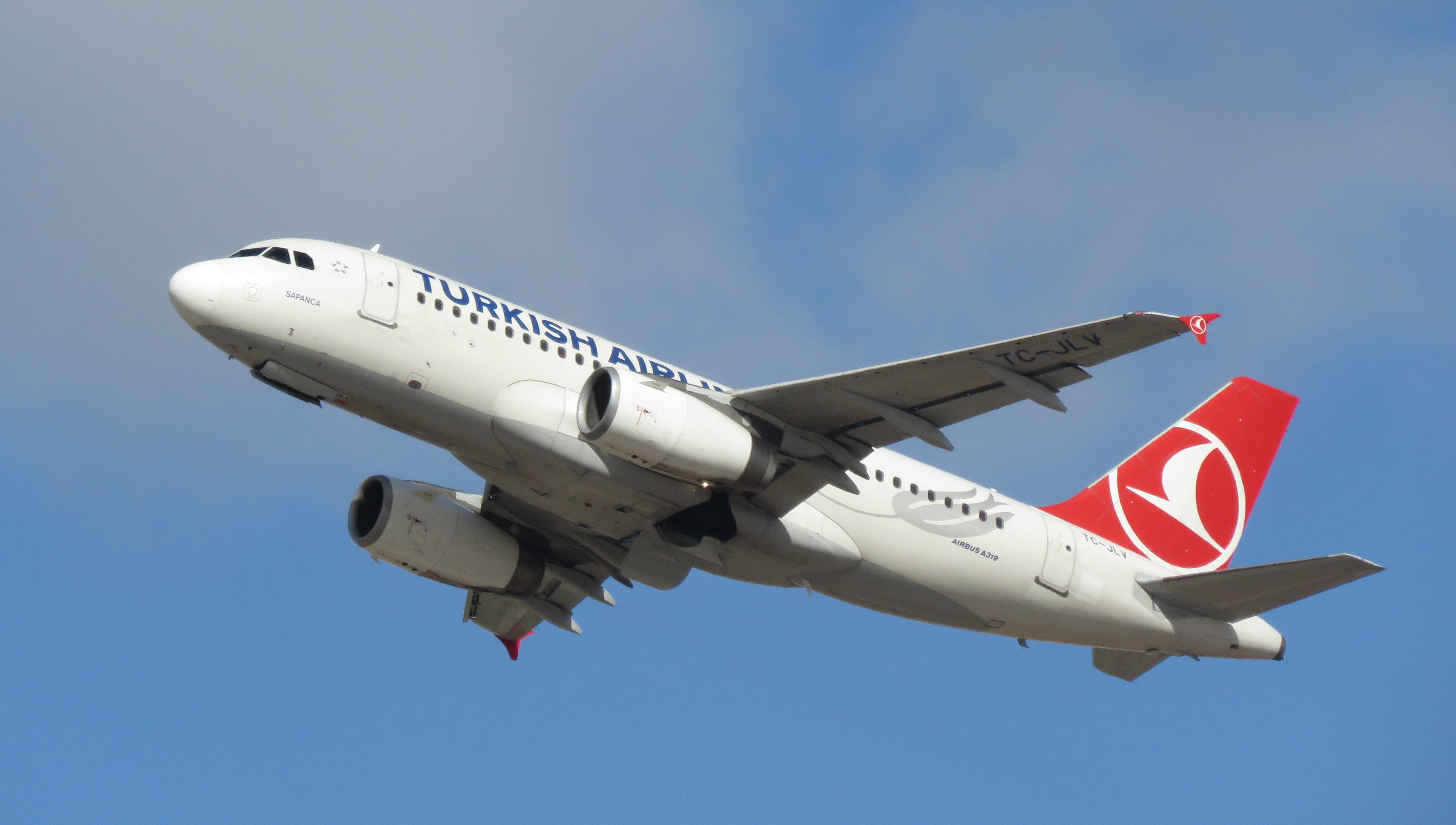
Airbus A319 Turkish Airlines

Sieć transportowa w Turcji jest w rozbudowie i obecnie obejmuje ok. 63 tys. km dróg o twardej nawierzchni, w budowie dalsze 1250 km autostrad – m.in. od granicy bułgarskiej do Ankary. Drogi łączą Turcję z Bułgarią oraz Syrią, Iranem i Irakiem. Europejską i azjatycką część kraju łączą 3 mosty na Bosforze, w tym 2 w Stambule.
Turcja posiada 8,4 tys. km linii kolejowych, w większości jednotorowych. W 2003 Tureckie Koleje Państwowe (TCDD) rozpoczęły program budowy linii wysokich prędkości. Pierwsza z nich o długości 533 km połączy Stambuł z Ankarą przez Eskişehir i skróci czas podróży z 6–7 godzin do 3,5. 29 października 2013 roku otwarto tunel kolejowy Marmaray pod Bosforem, będący projektem łączącym dwa odrębne systemy kolejowe: w europejskiej i azjatyckiej części Turcji w jedną całość.
Lotniska w Stambule i Ankarze obsługują kilkadziesiąt międzynarodowych linii lotniczych. Tureckie linie lotnicze Turk Hava Yollari i Turk Hava Tasimaciligi obsługują loty krajowe. Narodowy przewoźnik Turkish Airlines. Loty zagraniczne obsługiwane są przez SunExpress.
Nośność floty handlowej – 7,1 mln DWT. Główne porty morskie (przeładunek powyżej 1 mln ton): Stambuł nad cieśniną Bosfor, Zonguldak, Ereğli i Samsun nad Morzem Czarnym, Izmir i Izmit nad Morzem Egejskim i Mersin, İskenderun nad Morzem Śródziemnym. Rozwinięta żegluga kabotażowa, połączenia promowe między europejską i azjatycką częścią kraju (na Bosforze), z Cyprem i wyspami greckimi (Rodos, Samos, Chios).

### Związki zawodowe
W Turcji funkcjonują cztery centrale związkowe, w których zrzeszona jest większość związków zawodowych:
- Konfederacja Tureckich Związków Zawodowych (TÜRK-İŞ) – jest to najstarsza i największa centrala związkowa w Turcji;
- Konfederacja Rewolucyjnych Związków Zawodowych Turcji (DİSK);
- Konfederacji Tureckich Związków Zawodowych Sprawiedliwych Robotników (HAK-İŞ);
- Konfederacja Związków Zawodowych Pracowników Publicznych (KESK)[26][27].

## Zwierzęta
Zwierzęta chowane na terenie Turcji to: bydło domowe, konie, kozy, osły i owce, jak również wielbłądy i bawoły.
Najpopularniejszą w Turcji rasą psa jest Kangal – wielki i silny pies pasterski. Najciekawszą rasą kotów są koty Van o białym futrze i różnokolorowych oczach – jednym zielonym, a drugim niebieskim.
Na wolności żyją w Turcji jelenie, szakale, rysie, dziki, wilki oraz rzadko – lamparty i niedźwiedzie.

## Siły zbrojne
Armia turecka jest szóstą armią świata i drugą co do wielkości w NATO (po armii USA). Liczy 823 tys. zawodowych żołnierzy. Według konstytucji armia stoi na straży świeckości państwa. W drugiej połowie XX wieku kilkukrotnie dokonywała zamachu stanu (ostatni raz w 2016), obalając przy tym rządy, które uznawała za zbyt islamskie. By wstąpić w jej szeregi trzeba mieć ukończone 20 lat. Według danych CIA Turcja przeznacza ok. 5% PKB na dozbrajanie armii.

## Media
W Turcji istnieje nadawca publiczny Türkiye Radyo Televizyon Kurumu, który nadaje stacje telewizyjne, m.in. TRT 1, TRT Haber i TRT Türk, oraz rozgłośnie radiowe, np. Radyo 1, TRT FM, Radyo 3 i Radyo 4. Na terenie kraju działają także prywatne kanały telewizyjne, m.in. Show TV i NTV.

## Demografia
| Grupa etniczna            | Język                                            | Liczebność w tys. | Procent ludności |
| ------------------------- | ------------------------------------------------ | ----------------- | ---------------- |
| Turcy                     | Język turecki                                    | 57 235            | 68,6%            |
| Kurdowie                  | Język kurmandżi i język turecki                  | 15 047            | 18,0%            |
| Zaza (2 grupy)            | Język zazaki                                     | 1 919             | 2,3%             |
| Arabowie libańscy         | Dialekty syryjsko-palestyńskie języka arabskiego | 1 243             | 1,49%            |
| Kabardyjczycy             | Język kabardyjski                                | 1 164             | 1,4%             |
| Persowie                  | Język perski                                     | 677               | 0,81%            |
| Arabowie iraccy (2 grupy) | Dialekty mezopotamskie języka arabskiego         | 673               | 0,81%            |
| Azerowie                  | Język azerski                                    | 584               | 0,7%             |
| Arabowie syryjscy         | Dialekty syryjsko-palestyńskie języka arabskiego | 580               | 0,7%             |
| Alewici                   | Dialekty syryjsko-palestyńskie języka arabskiego | 548               | 0,66%            |
| Jorukowie                 | Język gagauski                                   | 458               | 0,55%            |
| Pomacy                    | Język bułgarski                                  | 372               | 0,45%            |
| Grecy Pontyjscy           | Język pontyjski                                  | 352               | 0,42%            |
| Adygejczycy               | Język adygejski                                  | 347               | 0,42%            |
| Tatarzy krymscy           | Język krymskotatarski                            | 109               | 0,13%            |
| Niemcy                    | Język niemiecki                                  | 52                | 0,06%            |
| Chińczycy                 | Język chiński                                    | 42                | 0,05%            |
| Brytyjczycy               | Język angielski                                  | 38                | 0,05%            |
| Rosjanie                  | Język rosyjski                                   | 36                | 0,04%            |
| Holendrzy                 | Język niderlandzki                               | 34                | 0,04%            |
| Francuzi                  | Język francuski                                  | 30                | 0,04%            |
| Amerykanie                | Język angielski                                  | 25                | 0,03%            |

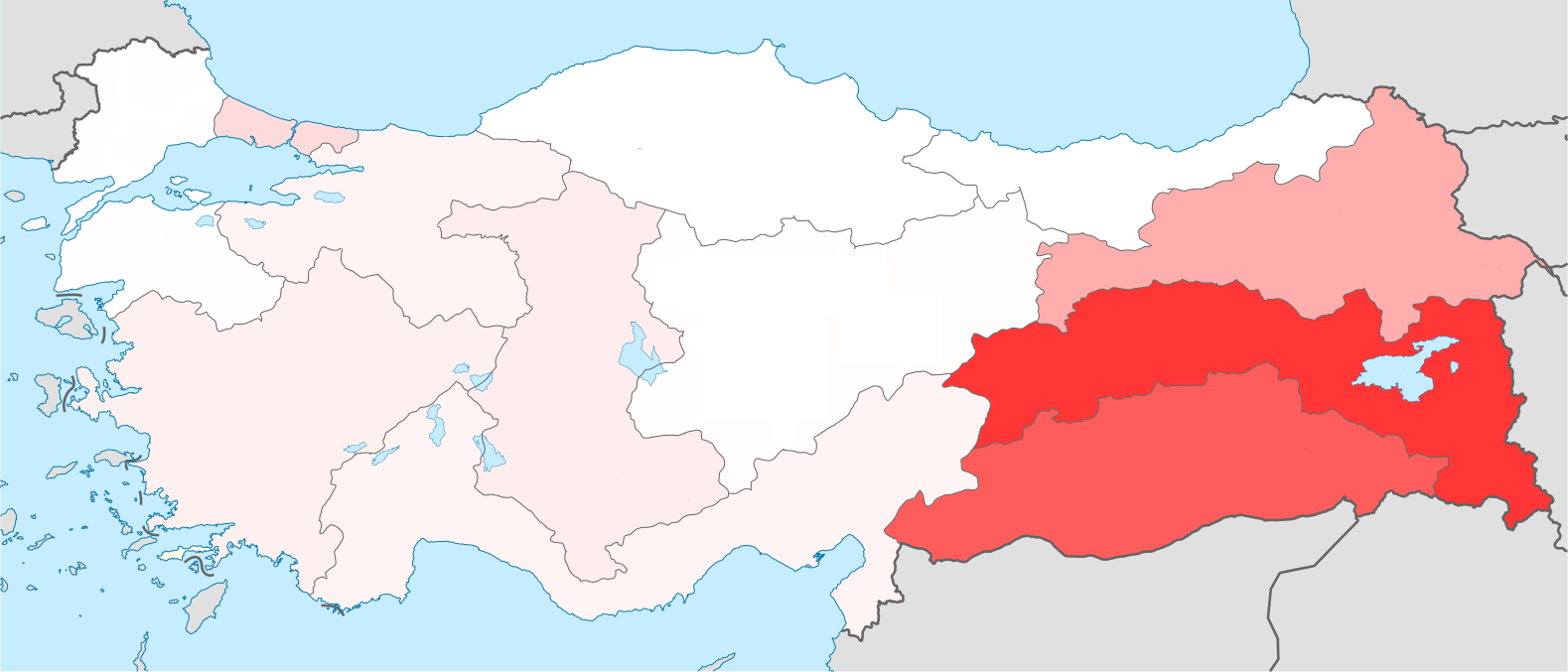
Odsetek ludności kurdyjskiej w Turcji. Kolor ciemnoczerwony (środkowo-wschodnia Anatolia) 79,1%, kolor czerwony (południowo-wschodnia Anatolia) 64,1%, kolor jasnoczerwony (północno-wschodnia Anatolia) 32,0%

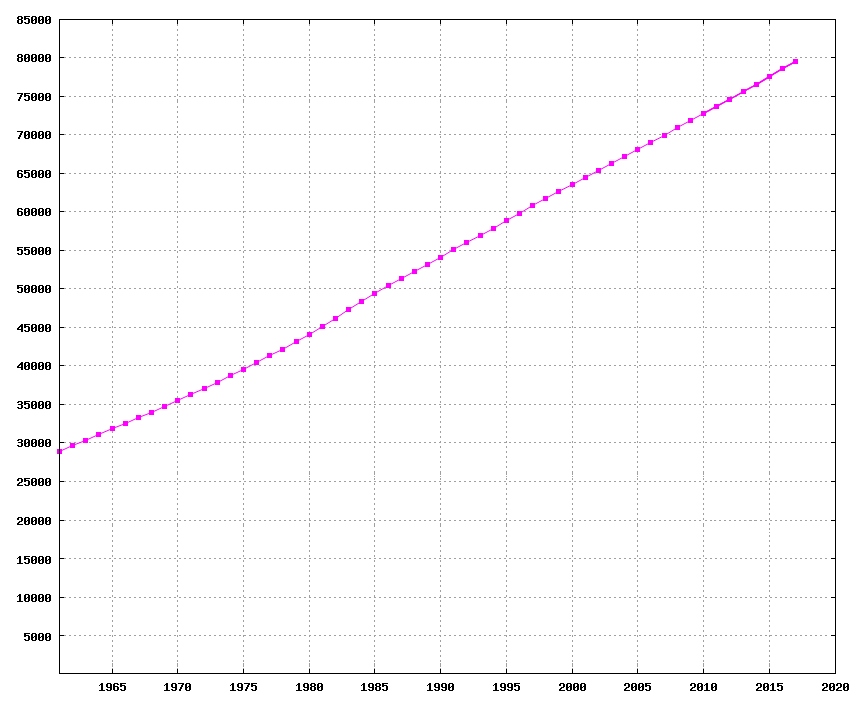
Liczba ludności Turcji w latach 1961–2003

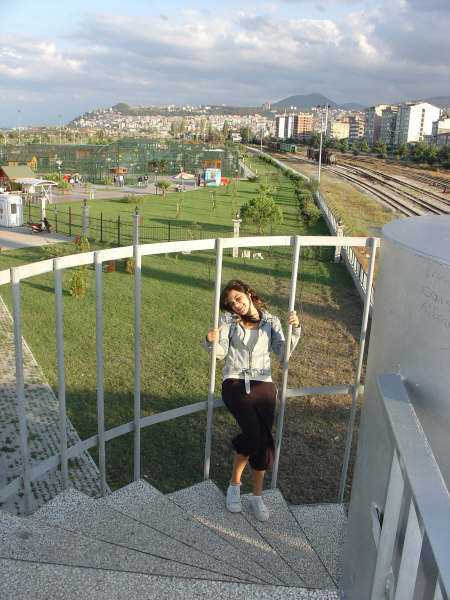
Turecki nastolatek z miasta Samsun

Według danych CIA World Factbook z lipca 2013 roku, Turcję zamieszkiwało 80 694 485 ludzi (18. miejsce na świecie).
Struktura wieku
- 0–14 lat: 25,9% (mężczyźni 10 682 900 / kobiety 10 201 965)
- 15–24 lat: 17% (mężczyźni 6 979 955 / kobiety 6 703 689)
- 25–54 lat: 42,7% (mężczyźni 17 375 544 / kobiety 17 097 927)
- 55–64 lat: 7,9% (mężczyźni 3 189 731 / kobiety 3 169 450)
- 65 lat i więcej: 6,6% (mężczyźni 2 422 983 / kobiety 2 870 341)

Średnia wieku
- ogółem: 29,2 lat
- mężczyźni: 28,8 lat
- kobiety: 29,6 lat

Przyrost naturalny: 1,16% (101. miejsce na świecie)
Wskaźnik urodzeń: 17,22 urodzeń / 1000 mieszkańców (110. miejsce na świecie)
Wskaźnik zgonów (śmiertelność): 6,11 zgonów / 1000 mieszkańców (162. miejsce na świecie)
Urbanizacja:
- ludność miejska – 71,5% (2011 r.)
- wskaźnik urbanizacji – 2,4% roczne tempo zmian (2010–2015 r.)

Oczekiwana długość życia w chwili urodzenia:
- ogółem – 73,03 lat (126. miejsce na świecie)
- mężczyźni – 71,09
- kobiety – 75,07

Współczynnik dzietności: 2,1 dziecka / kobietę (110. miejsce na świecie)

## Religia

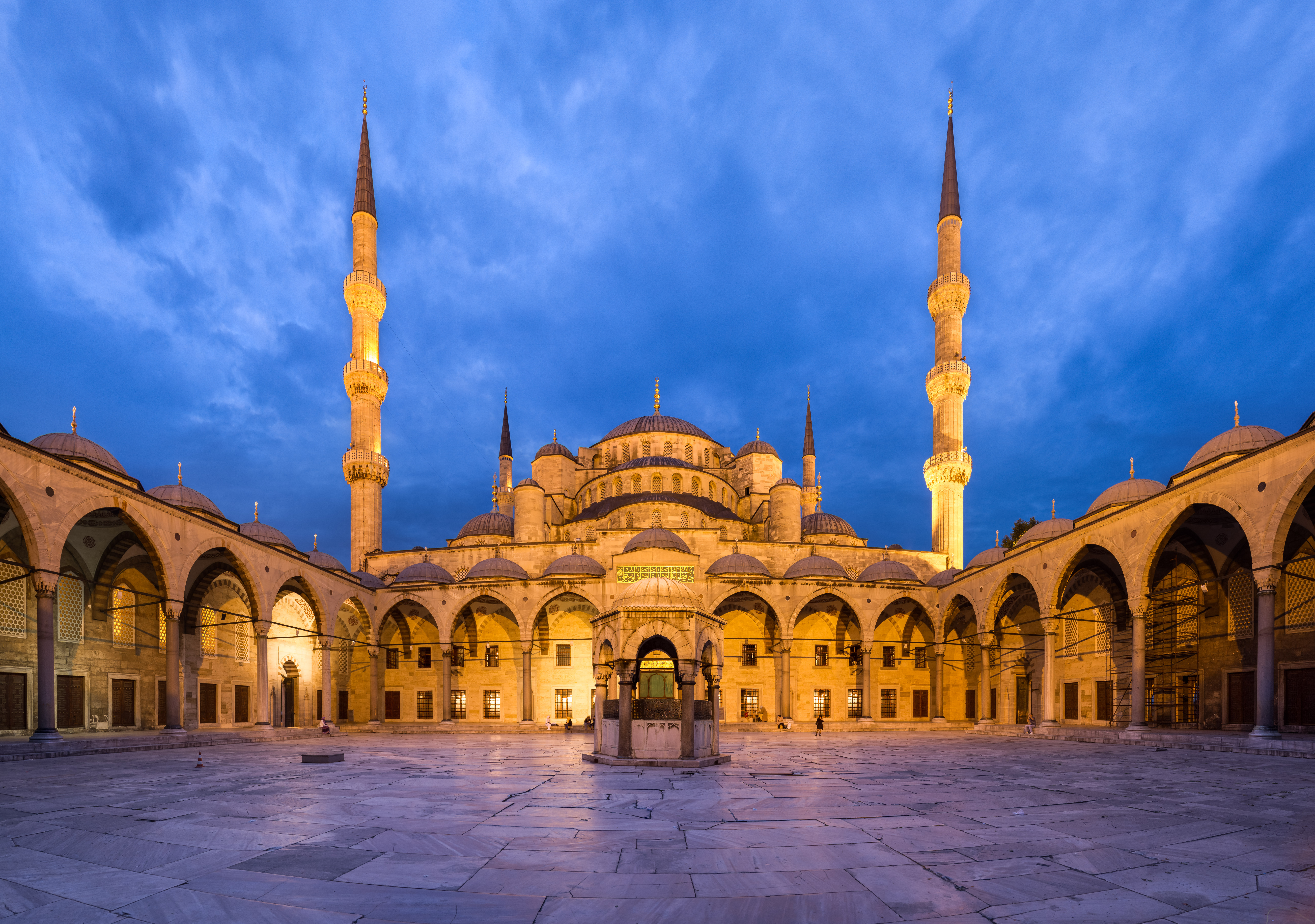
Błękitny Meczet, Stambuł

Struktura religijna kraju w 2010 roku według Pew Research Center:

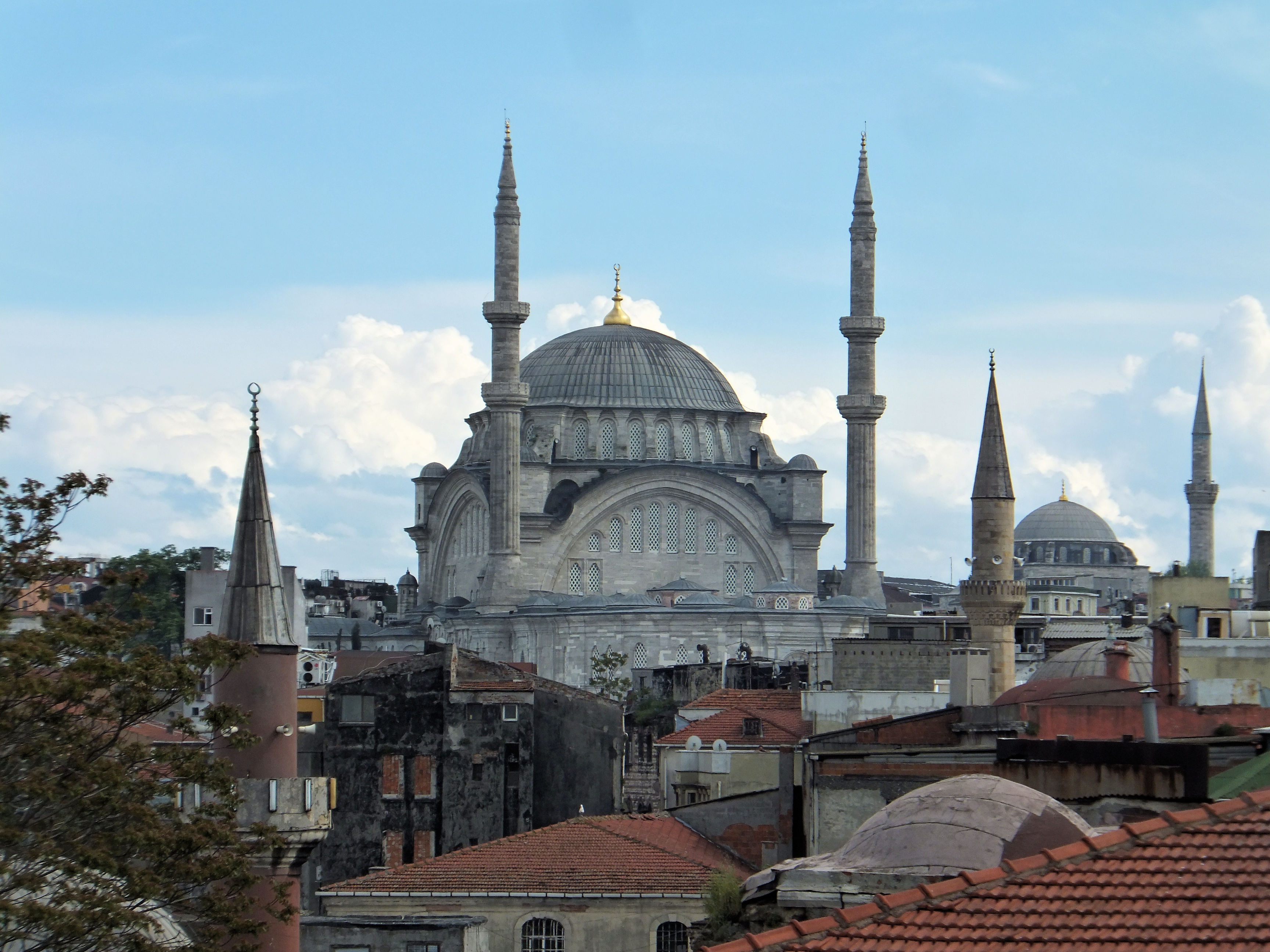
Widok na wykonany w stylu barokowym meczet Nuruosmaniye

- islam – 98% (71 330 000)
- brak religii – 1,2% (860 000)
- chrześcijaństwo – 0,43% (310 000)
  - prawosławie – 0,25% (180 000)
  - protestantyzm – 0,11% (80 000)Widok na wykonany w stylu barokowym meczet Nuruosmaniye
  - katolicyzm – 0,07% (50 000)
- buddyzm – 0,05% (40 000)
- judaizm – 0,03% (20 000)
- inne religie – 0,3% (190 000).